# دومیترو بربکه
دومیترو بربکه (انگلیسی: Dumitru Berbece؛ زادهٔ ۲ january ۱۹۶۱ (۶۴ سال)) ورزشکار هندبال اهل رومانی است.
وی در مسابقات کشوری و بین‌المللی در مجموع برندهٔ ۲ مدال برنز شده‌است.